# Sauvagnon
Sauvagnon (en béarnais Sauvanhon ou Saubagnoû) est une commune française située dans le département des Pyrénées-Atlantiques, en région Nouvelle-Aquitaine.
Le gentilé est Sauvagnonnais.

## Géographie

### Localisation
La commune de Sauvagnon se trouve dans le département des Pyrénées-Atlantiques, en région Nouvelle-Aquitaine.
Elle se situe à 14 km par la route de Pau, préfecture du département, et à 4,7 km de Serres-Castet, bureau centralisateur du canton des Terres des Luys et Coteaux du Vic-Bilh dont dépend la commune depuis 2015 pour les élections départementales. 
La commune fait en outre partie du bassin de vie de Pau.
Les communes les plus proches sont : 
Caubios-Loos (2,0 km), Serres-Castet (3,3 km), Uzein (3,7 km), Navailles-Angos (3,8 km), Bournos (3,9 km), Aubin (4,6 km), Doumy (4,9 km), Montardon (4,9 km).
Sur le plan historique et culturel, Sauvagnon fait partie de la province du Béarn, qui fut également un État et qui présente une unité historique et culturelle à laquelle s’oppose une diversité frappante de paysages au relief tourmenté.

### Communes limitrophes
Les communes limitrophes sont  Caubios-Loos, Doumy, Lescar, Navailles-Angos, Serres-Castet et Uzein.
| Caubios-Loos | Bournos (par un quadripoint) | Doumy, Navailles-Angos |
| Uzein        | Sauvagnon                    | Serres-Castet          |
|              | Lescar                       |                        |

### Hydrographie

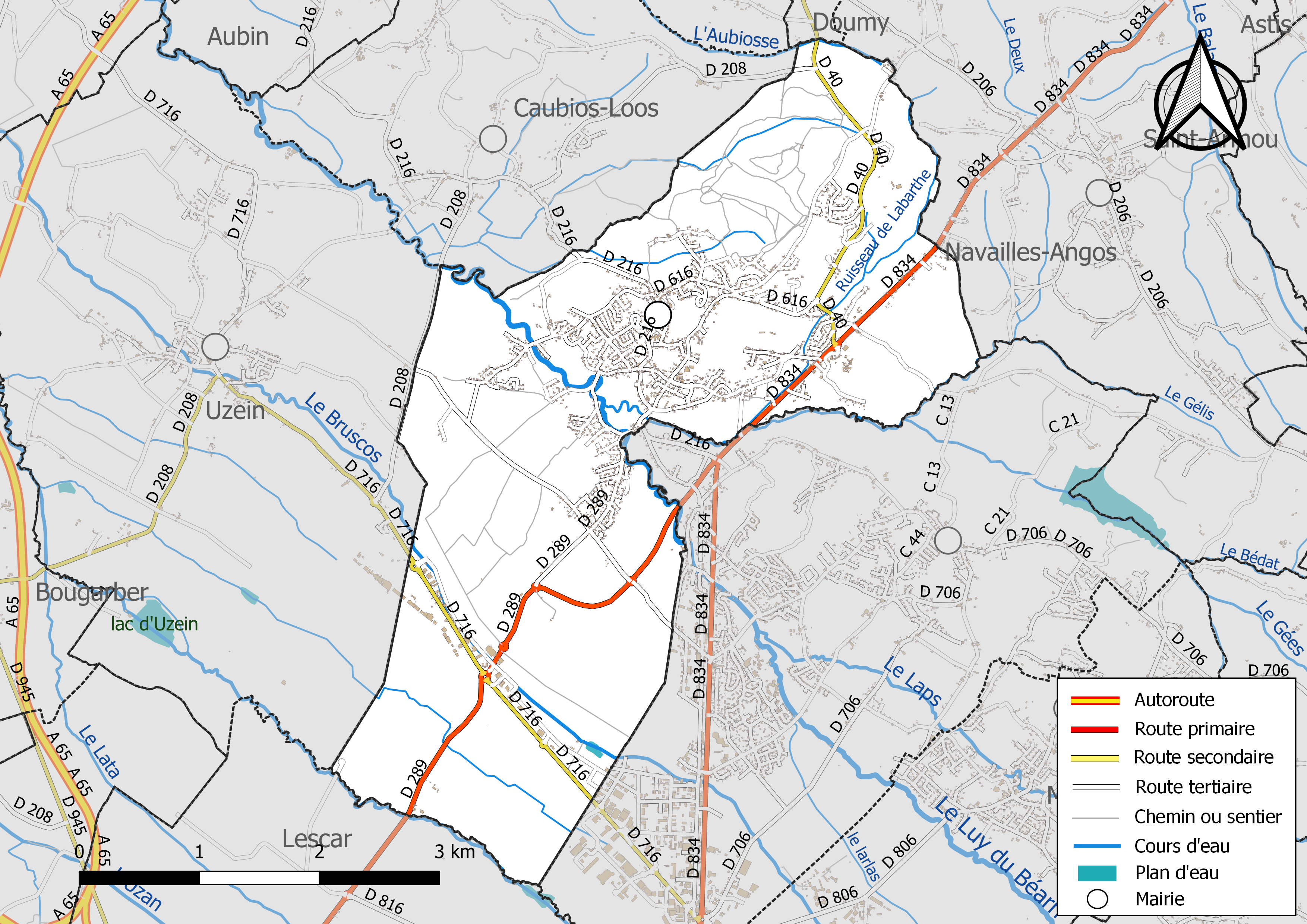
Réseaux hydrographique et routier de Sauvagnon.

La commune est drainée par le Luy de Béarn, l'Aïgue Longue, le Bruscos, l'Aubiosse, le Gées, le Gélis, le ruisseau de Labarthe, et par divers petits cours d'eau, constituant un réseau hydrographique de 18 km de longueur totale,.
Le Luy de Béarn, d'une longueur totale de 76,6 km, prend sa source dans la commune d'Andoins et s'écoule du sud-est vers le nord-ouest. Il traverse la commune et se jette dans le Luy à Gaujacq, après avoir traversé 30 communes.
L'Aïgue Longue, d'une longueur totale de 24,4 km, prend sa source dans la commune de Pau et s'écoule du sud-est vers le nord-ouest. Il traverse la commune et se jette dans le Luy de Béarn à Momas, après avoir traversé 13 communes.
Le Bruscos, d'une longueur totale de 12,1 km, prend sa source dans la commune de Montardon et s'écoule du sud-est vers le nord-ouest. Il traverse la commune et se jette dans l'Aygue Longue à Momas, après avoir traversé 5 communes.

### Climat
Pour des articles plus généraux, voir Climat de la Nouvelle-Aquitaine et Climat des Pyrénées-Atlantiques.
Historiquement, la commune est exposée à un climat de montagne.  
En 2020, Météo-France publie une typologie des climats de la France métropolitaine dans laquelle la commune est toujours exposée à un climat de montagne et est dans la région climatique Pyrénées atlantiques, caractérisée par une pluviométrie élevée (>1 200 mm/an) en toutes saisons, des hivers très doux (7,5 °C en plaine) et des vents faibles.
Pour la période 1971-2000, la température annuelle moyenne est de 13,2 °C, avec une amplitude thermique annuelle de 14,3 °C. Le cumul annuel moyen de précipitations est de 1 180 mm, avec 11,9 jours de précipitations en janvier et 8 jours en juillet. Pour la période 1991-2020, la température moyenne annuelle observée sur la station météorologique la plus proche, située sur la commune d'Uzein à 3,69 km à vol d'oiseau, est de 13,7 °C et le cumul annuel moyen de précipitations est de 1 093,8 mm,. Pour l'avenir, les paramètres climatiques de la commune estimés pour 2050 selon différents scénarios d’émission de gaz à effet de serre sont consultables sur un site dédié publié par Météo-France en novembre 2022.

### Milieux naturels et biodiversité
Aucun espace naturel présentant un intérêt patrimonial n'est recensé sur la commune dans l'inventaire national du patrimoine naturel,,.

## Urbanisme

### Typologie
Au 1er janvier 2024, Sauvagnon est catégorisée petite ville, selon la nouvelle grille communale de densité à sept niveaux définie par l'Insee en 2022.
Elle appartient à l'unité urbaine de Pau, une agglomération intra-départementale regroupant 55  communes, dont elle est une commune de la banlieue,,. Par ailleurs la commune fait partie de l'aire d'attraction de Pau, dont elle est une commune de la couronne,. Cette aire, qui regroupe 227 communes, est catégorisée dans les aires de 200 000 à moins de 700 000 habitants,.

### Occupation des sols

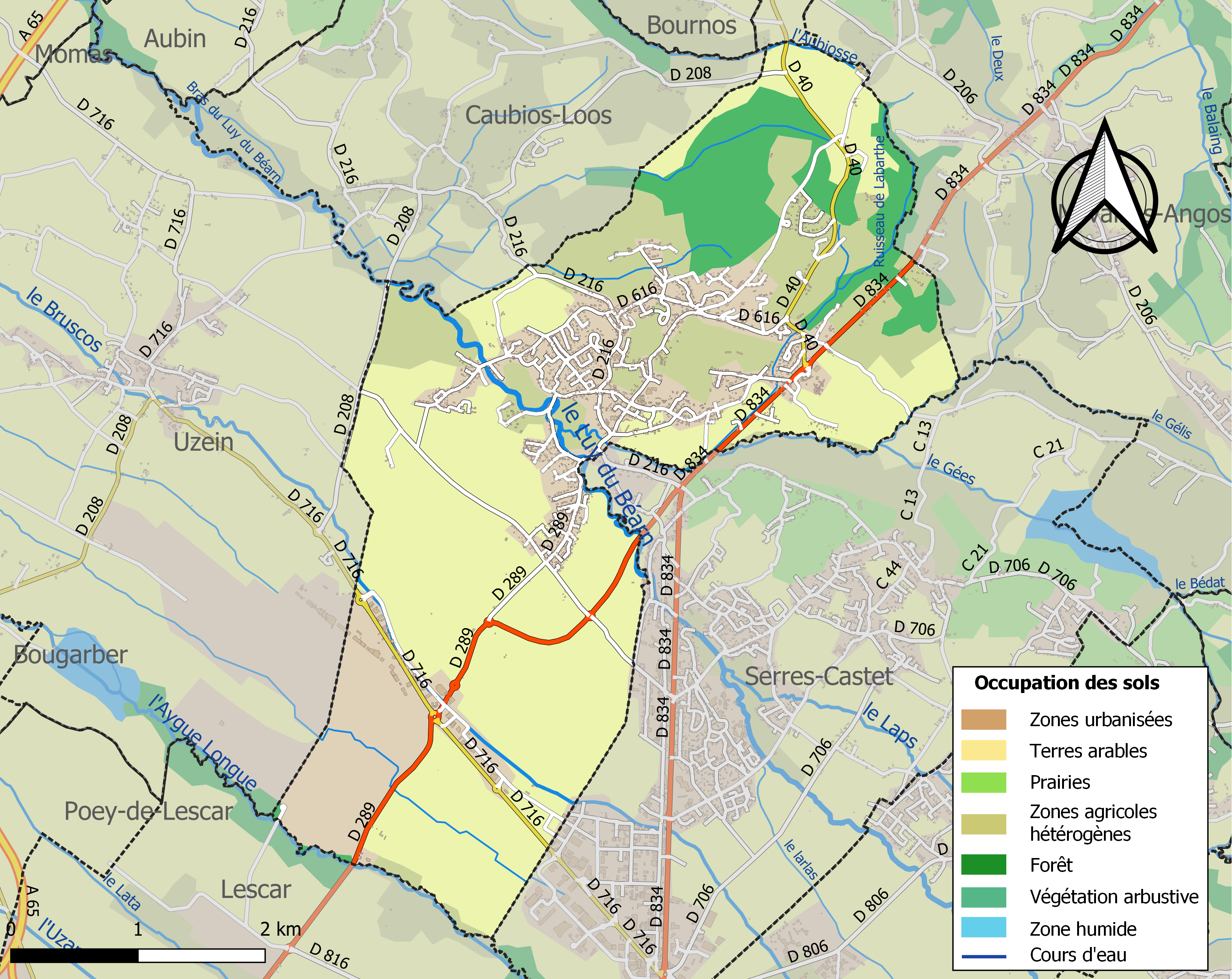
Carte des infrastructures et de l'occupation des sols de la commune en 2018 (CLC).

L'occupation des sols de la commune, telle qu'elle ressort de la base de données européenne d’occupation biophysique des sols Corine Land Cover (CLC), est marquée par l'importance des territoires agricoles (67,2 % en 2018), en diminution par rapport à 1990 (76,7 %). La répartition détaillée en 2018 est la suivante : 
terres arables (49,4 %), zones agricoles hétérogènes (17,8 %), zones urbanisées (13,4 %), forêts (9,8 %), zones industrielles ou commerciales et réseaux de communication (9,5 %). L'évolution de l’occupation des sols de la commune et de ses infrastructures peut être observée sur les différentes représentations cartographiques du territoire : la carte de Cassini (XVIIIe siècle), la carte d'état-major (1820-1866) et les cartes ou photos aériennes de l'IGN pour la période actuelle (1950 à aujourd'hui).

### Lieux-dits et hameaux
- Bois ;
- l'Île ;
- Labitte ;
- Lagabarre ;
- Ponlong ;
- Routures ;
- Village.

### Voies de communication et transports

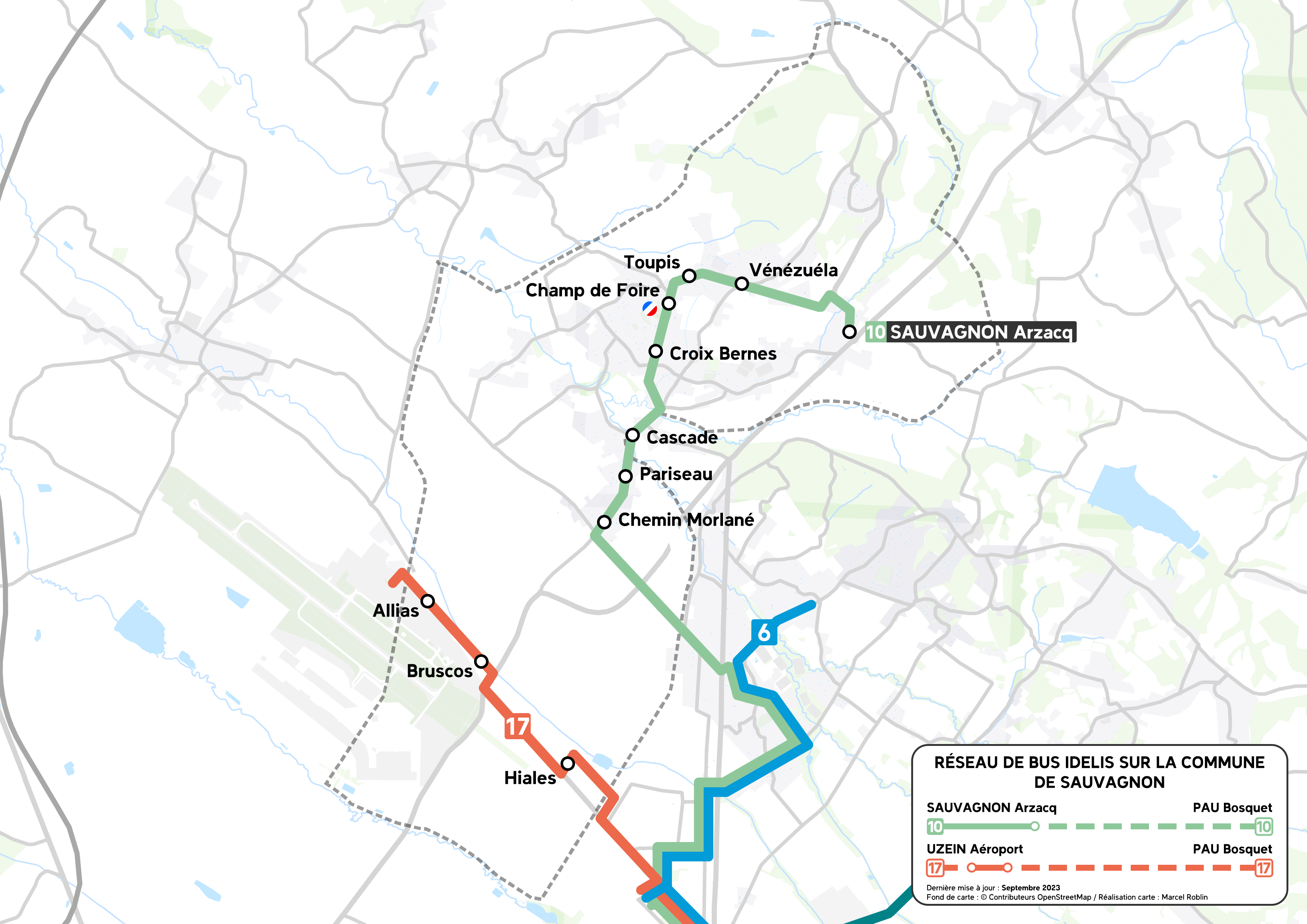
Réseau de bus IDELIS à Sauvagnon

La commune est desservie par la départementale 834 (ancienne route nationale 134) et par les routes départementales 189, 208, 216 et 289.
La commune de Sauvagnon est reliée au réseau de bus Idelis :
- Sauvagnon — Arzacq ↔ Pau — Pôle Bosquet
- Uzein — Aéroport ↔ Pau — Pôle Bosquet

La commune est également desservie par le réseau d'autocars interurbains des Pyrénées-Atlantiques :
- Pau — Gare SNCF ↔  Aire-sur-l'Adour — Place de la Liberté / Mont-de-Marsan — Gare SNCF
- Pau — Gare SNCF ↔  Agen — Gare SNCF

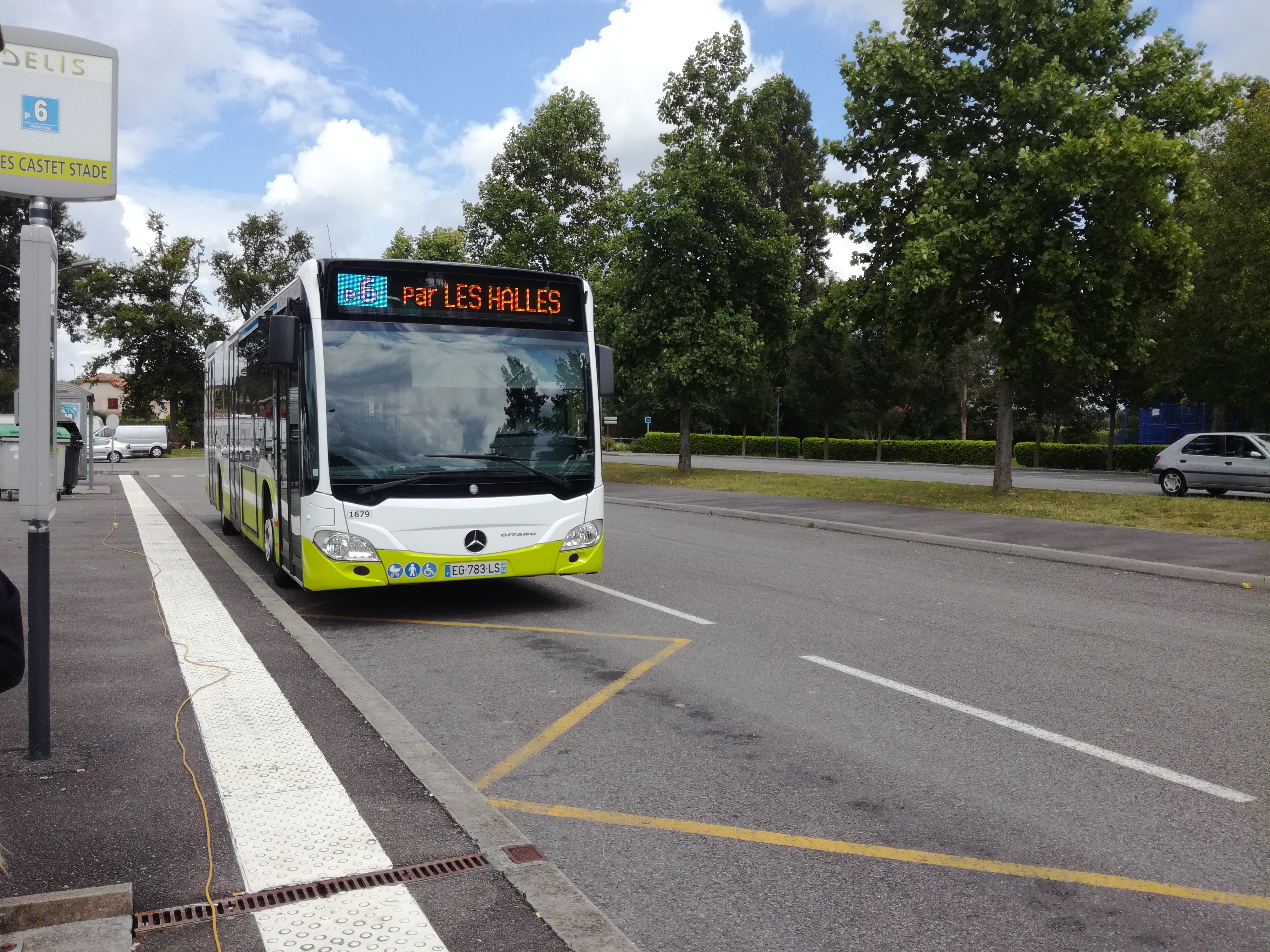
Bus du réseau Idelis

### Risques majeurs
Le territoire de la commune de Sauvagnon est vulnérable à différents aléas naturels : météorologiques (tempête, orage, neige, grand froid, canicule ou sécheresse), inondations et séisme (sismicité modérée). Il est également exposé à un risque technologique,  le transport de matières dangereuses. Un site publié par le BRGM permet d'évaluer simplement et rapidement les risques d'un bien localisé soit par son adresse soit par le numéro de sa parcelle.

#### Risques naturels
Certaines parties du territoire communal sont susceptibles d’être affectées par le risque d’inondation par une crue torrentielle ou à montée rapide de cours d'eau, notamment le Luy du Béarn, l'Aygue longue et le Bruscos. La commune a été reconnue en état de catastrophe naturelle au titre des dommages causés par les inondations et coulées de boue survenues en 1982, 1988, 1993, 2006, 2009 et 2018,.

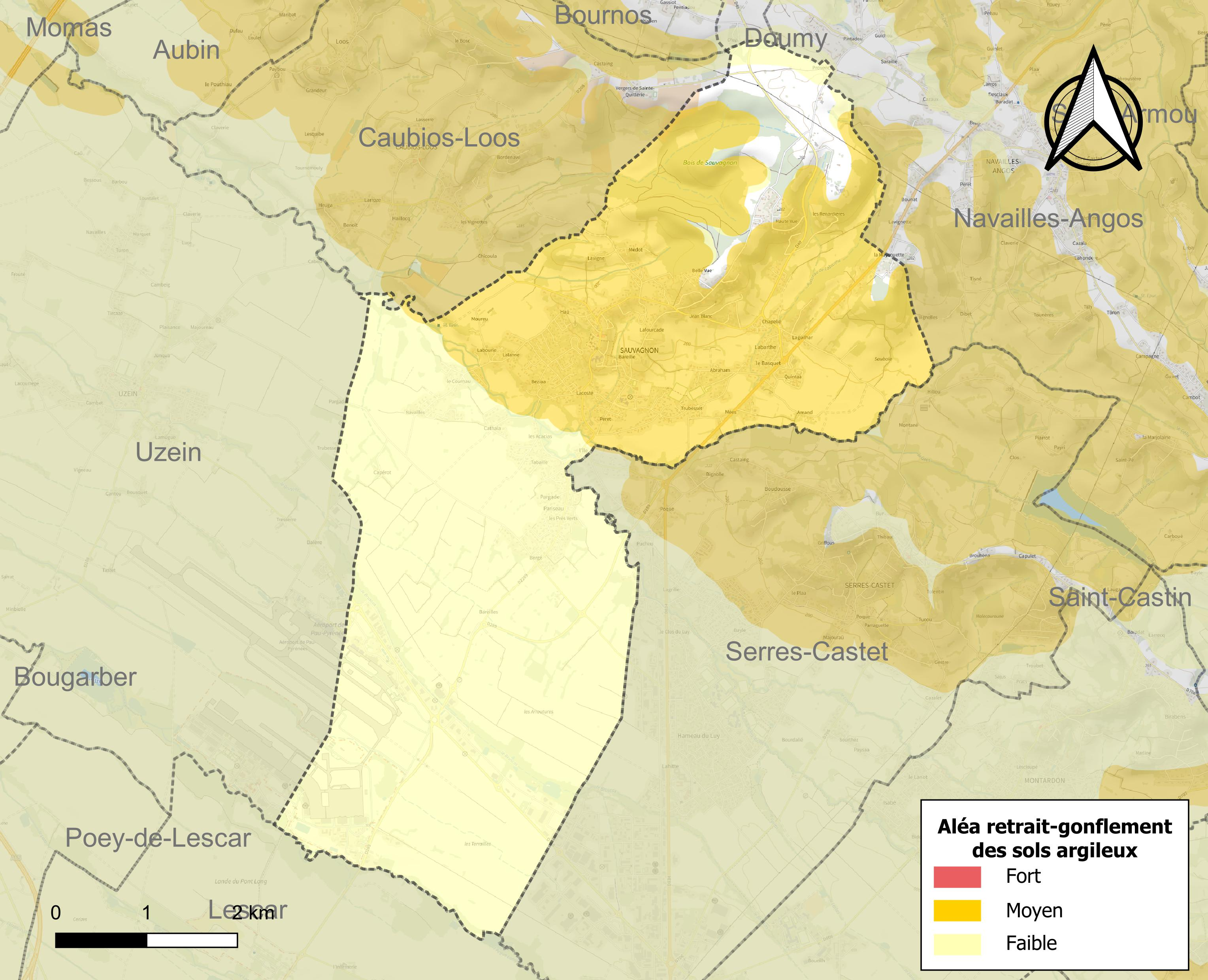
Carte des zones d'aléa retrait-gonflement des sols argileux de Sauvagnon.

Le retrait-gonflement des sols argileux est susceptible d'engendrer des dommages importants aux bâtiments en cas d’alternance de périodes de sécheresse et de pluie. 40,4 % de la superficie communale est en aléa moyen ou fort (59 % au niveau départemental et 48,5 % au niveau national). Depuis le 1er octobre 2020, en application de la loi ELAN, différentes contraintes s'imposent aux vendeurs, maîtres d'ouvrages ou constructeurs de biens situés dans une zone classée en aléa moyen ou fort,.

## Toponymie
Le toponyme Sauvagnon apparaît sous les formes Sobalhoo (1376, montre militaire de Béarn), Saubanhoo et Soobanhoo (respectivement 1385 et 1402, censier de Béarn), Sobanhoo (1441, cartulaire d'Ossau), Sent-Jurons de Sobanho (1481, notaires de Larreule), Saubanhon et Sobaignon (respectivement 1546 et 1673, réformation de Béarn) et Souvagnon (1755, dénombrement).
Son nom béarnais est Sauvanhon ou Saubagnoû.

## Histoire
Paul Raymond note qu'en 1385, Sauvagnon comptait quarante-quatre feux et dépendait du bailliage de Pau. La baronnie de Sauvignon et son abbaye laïque étaient vassales de la vicomté de Béarn. La commune était le siège d'une notairie comprenant Doumy et Sauvagnon.

## Politique et administration

### Liste des maires
| Période   | Période   | Identité          | Étiquette | Qualité                                            |
| --------- | --------- | ----------------- | --------- | -------------------------------------------------- |
|           |           |                   |           |                                                    |
| 1872      | 1880      | Marc Liben        |           |                                                    |
| 1880      | 1884      | Justin Cazenave   |           |                                                    |
| 1884      | 1892      | Pierre Quintaa    |           |                                                    |
| 1892      | 1892      | Mathieu Labardacq |           |                                                    |
| 1892      | 1900      | Octavin Courrèges |           |                                                    |
| 1900      | 1908      | Pierre Quintaa    |           |                                                    |
| 1908      | 1912      | Octavin Courrèges |           |                                                    |
| 1912      | 1919      | Jean Lamaysouette |           |                                                    |
| 1919      | 1923      | Pierre Dousse     |           |                                                    |
| 1923      | 1954      | Bertrand Malabat  |           |                                                    |
| 1954      | mars 1983 | Jean Peyroulet    |           |                                                    |
| mars 1983 | mars 1989 | Charles Malabat   |           |                                                    |
| mars 1989 | mai 2020  | Jean-Pierre Peys  | PS        | Professeur d'éducation physique retraité           |
| mai 2020  | En cours  | Bernard Peyroulet |           | Président de la Communauté de communes depuis 2020 |

### Intercommunalité
La commune de Sauvagnon fait partie de six structures intercommunales :
- l'agence publique de gestion locale ;
- la communauté de communes des Luys en Béarn ;
- le syndicat mixte Pau Béarn Pyrénées Mobilités (transports) ;
- le SIVU pour le service de soins infirmiers à domicile pour personnes âgées du canton de Lescar ;
- le syndicat d'énergie des Pyrénées-Atlantiques ;
- le syndicat intercommunal d'alimentation en eau potable Luy - Gabas - Lées.

### Politique environnementale
Dans son palmarès 2023, le Conseil national de villes et villages fleuris de France a attribué deux fleurs à la commune.

## Population et société

### Démographie
L'évolution du nombre d'habitants est connue à travers les recensements de la population effectués dans la commune depuis 1793. Pour les communes de moins de 10 000 habitants, une enquête de recensement portant sur toute la population est réalisée tous les cinq ans, les populations de référence des années intermédiaires étant quant à elles estimées par interpolation ou extrapolation. Pour la commune, le premier recensement exhaustif entrant dans le cadre du nouveau dispositif a été réalisé en 2005.

En 2022, la commune comptait 3 542 habitants, en évolution de +7,46 % par rapport à 2016 (Pyrénées-Atlantiques : +3,78 %, France hors Mayotte : +2,11 %).
| 1793 | 1800 | 1806 | 1821 | 1831 | 1836 | 1841 | 1846 | 1851 |
| ---- | ---- | ---- | ---- | ---- | ---- | ---- | ---- | ---- |
| 606  | 570  | 635  | 648  | 747  | 760  | 765  | 773  | 747  |

| 1856 | 1861 | 1866 | 1872 | 1876 | 1881 | 1886 | 1891 | 1896 |
| ---- | ---- | ---- | ---- | ---- | ---- | ---- | ---- | ---- |
| 783  | 787  | 773  | 721  | 709  | 715  | 663  | 661  | 640  |

| 1901 | 1906 | 1911 | 1921 | 1926 | 1931 | 1936 | 1946 | 1954 |
| ---- | ---- | ---- | ---- | ---- | ---- | ---- | ---- | ---- |
| 650  | 621  | 638  | 596  | 569  | 569  | 550  | 481  | 556  |

| 1962 | 1968 | 1975 | 1982  | 1990  | 1999  | 2005  | 2006  | 2010  |
| ---- | ---- | ---- | ----- | ----- | ----- | ----- | ----- | ----- |
| 583  | 635  | 998  | 1 697 | 1 970 | 2 351 | 2 641 | 2 791 | 2 989 |

| 2015  | 2020  | 2022  | - | - | - | - | - | - |
| ----- | ----- | ----- | - | - | - | - | - | - |
| 3 188 | 3 460 | 3 542 | - | - | - | - | - | - |

Sauvagnon fait partie de l'aire d'attraction de Pau.

## Culture locale et patrimoine

### Patrimoine religieux
L'église Sainte-Marie-Madeleine date de 1852.

## Club Sportifs

### FC Luy de Béarn
Le FC Luy de Béarn, créé en 1993, est le club issu du regroupement de quatre communes de la banlieue paloise (Sauvagnon, Montardon, Serres-Castet et Navailles Angos).
Il a son siège social à Serres Castet et les installations sportives sur Sauvagnon et Serres-Castet.
Le club accueille plus de 400 licenciés, garçons et filles, (pour la grande majorité issus des quatre communes), composant des équipes dans chaque catégorie d'âge, de 5 ans à vétéran. Près de 50 éducateurs diplômés ou dirigeants les accompagnent pour proposer des entraînements adaptés à chacun et surtout porter et transmettre les valeurs du club : Respect, Plaisir, Unir, Grandir.
- Amicale Laïque Serres-Castet (section football créée en 1982 - Omnisports 1967)
- Union Sportive Sauvagnon-Montardon (1989) fusion
  - Football Club Sauvagnon (1968)
  - Association Sportive Montardon (1977)

### Le Réveil Sauvagnonnais
Le Réveil Sauvagnonnais est une autre association importante à Sauvagnon. Créée en 1981, elle est une association loi de 1901 (association à but non lucratif) et s'occupe de fédérer et d'apporter une structure administrative à diverses activités culturelles et sportives du village. Le Réveil accueille par exemple un club de judo, une section aquarelle, ou encore du yoga. Avec ses nombreuses sections plus ou moins indépendantes, le Réveil organise chaque année un « forum des associations » pour que toutes les sections, ainsi que les clubs indépendants qui le désirent, puissent promouvoir leur activité, réinscrire leurs adhérents et en acquérir de nouveaux.

## Équipements

### Enseignement
La commune dispose d'une école élémentaire (école Jean-Peyroulet).

### Sport

#### Skateparc
La commune dispose d’un skateparc en béton proche de l'école.

#### Stade Honoré Trubesset
Sauvagnon dispose d'un terrain de football, situé 33 Chemin du Stade, 64230 Sauvagnon.

### Transports urbains
Sauvagnon est desservie par le réseau de bus Idelis.